# Volley Luzern 2018-2019 (maschile)
Questa voce raccoglie le informazioni riguardanti il Volley Luzern nella stagione 2018-2019.

## Organigramma societario
Area direttiva
- Presidente: Phil Hartmann

Area tecnica
- Allenatore: Liam Sketcher
- Secondo allenatore: Daniel Ijsselstein
- Scoutman: Dirk Decher
- Mental coach: Manuela Ciotto

Area sanitaria
- Medico: Arnold Eggenschwiler

## Rosa
| N° | Nome                | Ruolo | Data di nascita   | Nazionalità sportiva |
| -- | ------------------- | ----- | ----------------- | -------------------- |
| 1  | Jörg Gautschi       | L     | 3 novembre 1984   | Svizzera             |
| 2  | Darko Mladenovic    | S     | 1º giugno 2001    | Svizzera             |
| 3  | Luca Widmer         | P     | 31 luglio 1997    | Svizzera             |
| 4  | Chris Newcombe      | C     | 21 febbraio 1993  | Canada               |
| 7  | Anes Perezic        | O     | 20 agosto 1999    | Svizzera             |
| 9  | Nick Amstutz        | C     | 23 agosto 1993    | Svizzera             |
| 10 | Tim Köpfli          | S     | 14 maggio 1996    | Svizzera             |
| 11 | Jérémy Tomasetti    | P     | 14 ottobre 1992   | Svizzera             |
| 12 | Strahinja Brzaković | O     | 28 aprile 1994    | Serbia               |
| 13 | Reto Willimann      | S     | 13 aprile 1991    | Svizzera             |
| 15 | Nick Bienz          | C     | 15 settembre 2000 | Svizzera             |
| 16 | Stig Döss Traagstad | S     | 16 gennaio 1996   | Svizzera             |
| 18 | Kevin Saar          | S     | 15 gennaio 1995   | Estonia              |